# Чолок-Арык
Чолок-Арык (кирг. Чолок-Арык) — село в Панфиловском районе Чуйской области Кыргызстана. Входит в состав Фрунзенского аильного округа. Код СОАТЕ — 41708 219 849 02 0.

## География
Село расположено в западной части области, у северного склона Киргизского хребта, вблизи государственной границы с Казахстаном, на расстоянии приблизительно 15 километров (по прямой) к юго-западу от города Каинды, административного центра района. Абсолютная высота — 1020 метров над уровнем моря.

## Население
| год     | 2009 | 2014 | 2015 |
| ------- | ---- | ---- | ---- |
| человек | 259  | 268  | 281  |